# 傑特 (蒙大拿州)
傑特（英語：Jette）是位於美國蒙大拿州萊克縣的普查規定居民點。

## 人口
根據2020年美國人口普查的數據，傑特的面積為1.60平方千米，皆為陸地。當地共有人口273人，而人口密度為每平方千米170.63人。